# Joni Eareckson Tada
Joni Eareckson Tada (Baltimore, 15 de outubro de 1949) é uma autora e apresentadora cristã evangélica, fundadora de Joni and Friends, uma organização "acelerando o ministério cristão entre a comunidade deficiente física".
No dia 30 de julho de 1967, Joni sofreu uma fratura cervical que a deixou tetraplégica (hoje com limitados movimentos nos braços). Tada escreveu suas experiências durante a reabilitação e as publicou em 1976 em sua autobiografía, best-seller internacional, Joni: The unforgettable story of a young woman's struggle against quadriplegia & depression. O livro se tornou o filme Joni (lançado em 1980), tendo ela como atriz principal.
Desde então realizou diversas publicações e palestras, recebendo diversos prêmios e reconhecimentos. Entre eles, em 2005 foi indicada ao Comité Consultivo de Deficiência Física do Departamento de Estado dos EUA.
Tada recebeu grande atenção da midia em 2014 ao cantar a música tema do filme Alone Yet Not Alone. Inicialmente os autores receberam uma indicação ao Oscar na categoria de Melhor Música, mas foi retirada posteriormente da concorrência por campanha imprópria do compositor, Bruce Broughton. A decisão de excluir a música foi controvertida, e a atenção dos meios de comunicação ajudou a que o video da canção superasse 1 milhão de visitas Facebook